# The Kelpies
The Kelpies – 30-metrowa (98-stopowa) rzeźba współczesna wyobrażająca dwie końskie głowy znajdujące się niedaleko Edynburga, między Falkirk i Grangemouth, stojące obok przedłużenia kanału Forth and Clyde oraz w pobliżu rzeki Carron w parku The Helix (około 350 hektarów), projekcie zbudowanym w celu połączenia szesnastu miejscowości w Falkirk Council Area na terenie Szkocji. Należy do największych rzeźb koni na świecie. 
Rzeźba ważąca około trzysta ton przedstawia kelpie, czyli mityczne, celtyckie konie wodne, mogące zmieniać swój kształt. Miały one nawiedzać szkockie rzeki i jeziora. Wzorcem dla tych konkretnych rzeźb były ciężkie konie szkockie. Obiekt zaprojektował rzeźbiarz Andy Scott, a zrealizowano je w październiku 2013, choć sam pomysł budowy założenia parkowego powstał w 2003. Rzeźby tworzą swoistą bramę przy wschodnim wejściu nad kanał Forth and Clyde oraz nad jego nowe przedłużenie zbudowane w ramach projektu transformacji gruntów parku The Helix.
W centrum dla zwiedzających znajduje się sklep z pamiątkami, kawiarnia i punkt informacyjny na temat kelpie. Świadczone są usługi przewodnickie. W parku Helix działa też park rozrywki, są fontanny do zabawy w wodzie, promenady, laguna z kawiarnią na brzegu, a także tereny spacerowe (lasy, łąki i bagna) i ścieżki rowerowe.